# Maria das Dores
Maria das Dores Costa Polla, conhecida por Maria das Dores (Lisboa, 11 de junho de 1843 — New Bedford, 27 de janeiro de 1928), foi uma atriz de teatro portuguesa.

## Biografia
Nasceu em Lisboa, na freguesia do Socorro, a 11 de junho de 1843, sendo baptizada como filha de pais incógnitos e conduzida à igreja por uma tia, Clara de Jesus Maria. O pai, Ricardo Benedito da Costa, era um empregado do Teatro Nacional D. Maria II e a mãe, era costureira no mesmo teatro. Chegou a ser reconhecida pelo pai, mas a mãe manteve-se incógnita.

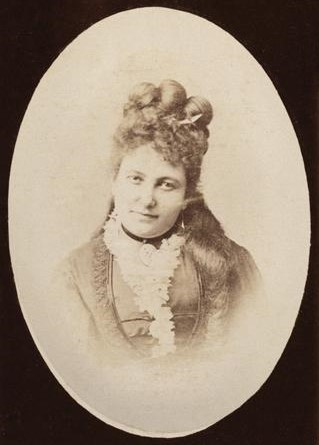
Retrato fotográfico da atriz Maria das Dores (Madame Fritz, Porto, 1870).

Começou a representar com apenas 4 anos no D. Maria, entrando em cena quando as peças exigiam papeis de criança. Na infância ficou célebre a sua participação nas peças O Tio e o Sobrinho, de Scribe, e Condessa de Sennecey, de Bayard e Adolphe d'Ennery, tradução de José Maria da Silva Leal. Logo que cresceu começou a representar no mesmo teatro pequenos papeis de géneros diversos, sem particular notabilidade. Com a morte de algumas atrizes, Maria das Dores cemeçou a ter melhores papeis a ponto de substituir a talentosíssima Manuela Rey num dos seus melhores papeis, no drama em 6 atos A mulher que deita cartas, de Séjour. Fez o papel de ingénua na comédia dramática O Anjo da Reconciliação e na comédia em 2 atos O gaiato de Lisboa, que foram a sua consagração como atriz. Seguiram-se brilhantes atuações nos dramas Berta, a Flamenga, Cisterna de Albi e Pena de Talião. Manteve-se contratada no D. Maria até 1869, ano em que passou a integrar o elenco da Sociedade Artística Lacerda Machado & C.ª, sendo escriturada no Teatro Gymnasio, onde progrediu ao ponto de ser promovida a "primeira ingénua" daquele teatro. Afastou-se dos palcos durante um ano por não concordar com as condições do contrato até que regressa ao Gymnasio em 1872, colocada ao lado de Emília do Anjos, Joaquim de Almeida, Augusto Rosa, César Polla, João Rosa, Pinto de Campos, Leopoldo de Carvalho, etc. Neste teatro foi célebre em Uma mulher honesta, Ao calçar das luvas, Órfã de Aldoar, Os engeitados, Doido sem estar doido e Os Lazaristas. É nesta época que inicia um relacionamento com o seu futuro marido, o ator César Polla, que era ainda casado com a sua primeira mulher. Com o companheiro fez várias digressões às Províncias e ao Brasil.
Em 1876 passou para o Teatro do Príncipe Real, onde teve épocas brilhantes. A 1 de fevereiro de 1877, na freguesia de Mercês, em Lisboa, nasce a sua primeira e única filha, Matilde Polla, que foi somente legitimada após o casamento de César e Maria das Dores, ocorrido a 1 de fevereiro de 1889, na Igreja de Nossa Senhora do Socorro, em Lisboa.

Mais tarde, em 1881, estava de novo no Gymnasio, onde obteve sucesso em A voz do sangue, O marido no campo, A batalha das damas, Ninguém diga..., Princesa George, Teresa Raquin, Demi-Monde, A Filha do Mar e O marido debutante. Regressou depois ao Príncipe Real, brilhando em A morgadinha de Valflor, A Avó, Morte civil, A explosão das naus, Terror dos mares, Vida de um rapaz rico, Morgadinha do Vale Pereiro, Valentina, A Carvoeira, A noiva do impedido, etc. No Coliseu dos Recreios participou em Maria Rosa e Galdéria.

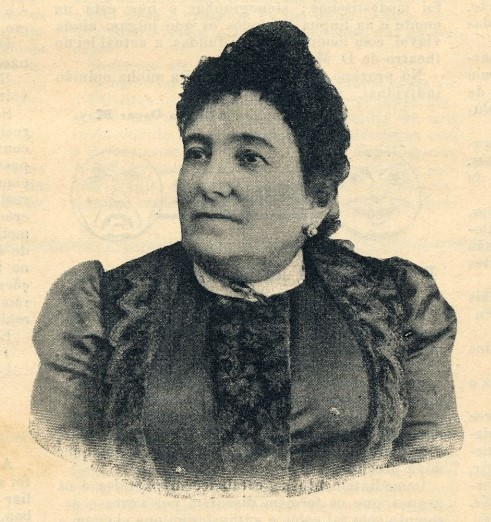
Retrato da atriz Maria das Dores (O Grande Elias, 1 de setembro de 1904).

Na época de 1903/1904, estava ainda no Teatro do Príncipe Real, onde interpretou um dos principais papéis de Perdidos no Mar. Nesse mesmo ano, participou nos espetáculos do Teatro Livre, onde interpretou Mãe e Amanhã e Em Ruínas. Depois do grupo dramático do Teatro Livre se desintegrar, há notícia da sua presença novamente no Príncipe Real, agora renomeado Teatro Apolo, na reprise da peça José João. Do seu repertório constam ainda Causa célebre, Inês de Castro, A vida de um rapaz pobre, Rosa Enjeitada, Paris que chora, Culpa dos pais, Filha única, Como se enganam as mulheres, Lição de mãe, A consciência, O estigma, A toga vermelha, O ano de 3000, O cabo Simão, Maria Antonieta, A moral deles, O quinto mandamento, Jack o estripador, A feiticeira, O segredo do médico, Andorinha, Condessa do Freixial, A Corte na aldeia, Família Benoiton, Mulato, Três mulheres, Filho de Gibour, Recordações da mocidade, Afilhado de Pompignac, Família Mongrol, etc. Abandonou o teatro em 1907, despedindo-se com a revista Ó da Guarda!.
Após enviuvar, passou grandes dificuldades financeiras. Ficou cega e emigrou no início da década de 1920, com a filha, os netos e o genro, o oficial Henrique Júlio Viana Ruas, para os Estados Unidos da América, onde acabou por falecer aos 84 anos de idade, na cidade de New Bedford, no estado de Massachusetts, a 27 de janeiro de 1928. Desconhece-se o local de sepultamento.